# Giovanni di Bonino
Giovanni di Bonino est un peintre, mosaïste et maître verrier italien originaire d'Assise qui a œuvré à Orvieto, à Pérouse et à Assise. Ses dates de naissance et de décès sont inconnues mais son activité à Orvieto est documentée de 1325 à 1347. Il est peut-être celui que les historiens de l'art ont surnommé le Maître de Figline.

## Le vitrail de la cathédrale d'Orvieto
La longue activité de Giovanni di Bonino sur le chantier de la cathédrale d'Orvieto est connue grâce aux archives de la cathédrale, étudiées tout d'abord par Guglielmo Della Valle en 1791, partiellement publiées par Luigi Fumi en 1891, puis reprises et complétées par Catherine Harding en 1989. De septembre à décembre 1325, Giovanni di Bonino reçoit des paiements pour l'exécution de vitraux, peut-être pour ceux des bas-côtés, avec un salaire journalier de plus du double de celui payé aux autres artistes, Andrea di Mino de Sienne, Buccio di Leonardello d'Orvieto et Tino di Angelo d'Assise. En même temps, Giovanni participe, avec un rôle très secondaire, à la décoration  de la façade, où il effectue quelques travaux en tant que peintre.  D'autres paiements pour les vitraux suivent  dans les premiers mois de 1330 et en mai 1332. Entre janvier et mars 1334, di Bonino travaille à la réalisation du grand vitrail de la tribune, qu'il exécute dans un statut d'autonomie absolue, conformément à ce qui avait été établi avec le maître d'œuvre Nicola di Nuto, qui succéda à Lorenzo Maitani, décédé en 1330. En juillet 1345, di Bonino est à Pérouse, d'où les chanoines de la cathédrale d'Orvieto le rappellent afin qu'il travaille aux mosaïques de la façade, activité qu'il débute le 23 août 1345. Le dernier payement le concernant est celui d'une année de location d'une maison, effectué en décembre 1347.   
En raison de la perte des vitraux des bas-côtés et des multiples restaurations ou modifications des mosaïques de la façade de la cathédrale d’Orvieto, seul le vitrail de la tribune nous permet d'apprécier le style de di Bonino. Ce vitrail représente essentiellement la vie de la Vierge Marie, puisque la cathédrale lui est consacrée, ainsi que quelques épisodes de la vie du Christ et des représentations de prophètes. Le parallèle stylistique évident entre les vitraux et l'architecture de la cathédrale, en particulier de la tribune, montre que le rôle de di Bonino était capital pour l'architecte Lorenzo Maitani et qu'ils ont oeuvré en étroite collaboration jusqu'à la mort de Maitani en 1330, puis avec Nicola di Nuto qui lui a succédé. Le 30 mars 1334, di Bonino reçoit 19 florins d'or, payement pour l'achèvement du vitrail de la tribune, mais son nom réapparaît une décennie plus tard pour le payement des mosaïques de la façade.  
La technique de Bonino se distingue de celle de ses prédécesseurs et de ses contemporains par le fait qu'il ne se contente pas de découper et d'assembler des verres teintés provenant des verreries de Venise ou d'Allemagne, mais qu'il réalise la peinture lui-même dans tous les détails et qu'il met  les morceaux de plomb jusqu'à quatre fois au four. En outre, il s'arrange pour qu'ils soient le moins apparents possible. Alors que les verriers siennois utilisaient volontiers des verres très colorés, di Bonino préfère des verres peu teintés, transparents, qu'il teinte lui-même,. La recherche d'autres œuvres de Giovanni di Bonino, sur la base de ce style personnel, a permis d'identifier des œuvres à Assise et à Pérouse.

## Les vitraux et la mosaïque de la basilique Saint-François à Assise
Son activité probable à Assise, devrait être placée avant 1319, soit plus de trois décennies avant le vitrail d'Orvieto. Di Bonino est considéré comme l'auteur des vitraux de plusieurs chapelles de l'église inférieure de la basilique Saint-François à Assise : ceux de la chapelle Saint-Étienne, ceux de la chapelle Saint-Martin, qui ressemblent le plus à celui d'Orvieto, les vitraux de gauche dans la chapelle Saint-Antoine de Padoue, les vitraux du centre dans la chapelle Sainte-Catherine,. Il existe de subtiles différences dans la peinture sur verre, peut-être en raison de l'intervention de collaborateurs dans la traduction des cartons. Les vitraux de la chapelle Saint-Martin, qui précèdent les  fresques sur les murs, démontrent la connaissance que le peintre avait de la Maestà de Simone Martini. Il s'agit du parallèle le plus évident avec les oeuvres de la façade d'Orvieto. En outre, la mosaïque représentant François qui orne le portail de la basilique inférieure est également attribuée à di Bonino et prélude à son activité de mosaïste à Orvieto.

## La crucifixion de Pérouse
L’œuvre, représentant la Crucifixion avec la Vierge Marie et saint Jean l'évangéliste est, depuis la parution de l'ouvrage d'Umberto Gnoli en 1923, attribuée quasi unaniment à Giovanni di Bonino ou à son entourage, en raison de sa ressemblance avec un panneau du vitrail d'Orvieto. Elle a été réalisée pour la sacristie de l'église Saint-Augustin de Pérouse, dont elle a été enlevée en 1863. Elle se trouve à la Galerie nationale de l'Ombrie depuis 1879. Elle pourrait dater de 1345, année où les chanoines de la cathédrale d'Orvieto rappellent di Bonino de Pérouse à Orvieto pour travailler cette fois aux mosaïques de la façade, ou alors, pour ceux qui voient dans le vitrail d'Orvieto une plus grande maturité que dans cette crucifixion, elle daterait d'avant 1325. Dans la crucifixion du vitrail d'Orvieto, la croix est en forme de Y, caractéristique du style siennois, tandis  que, dans celle de Pérouse, elle est en forme de croix, typique des styles toscans et ombriens.

## Le Maître de Figline
Le style personnel de Di Bonino, son mélange des styles toscan et ombrien, son choix de couleurs intenses et brillantes ont amené certains spécialistes à l'identifier au  Maître de Figline, que les anglophones et germanophones appellent également le Maître de la Pieta Fogg.